# Манакін оливковий
Манакін оливковий (Xenopipo uniformis) — вид горобцеподібних птахів родини манакінових (Pipridae).

## Поширення
Вид поширений на півдні Венесуели, суміжних районах Бразилії та на заході Гаяни. Мешкає в підліску гірських лісів і тепуях на висоті від 800 до 2100 метрів над рівнем моря.

## Спосіб життя
Раціон складається з дрібних фруктів і комах, яких вони збирають або ловлять під час польоту.